# Me, She & Her
Le Me, She & Her sono state un girl group danese attivo dal 1995 al 1997 e formato da Pernille Dan, Susanne Marcussen e Trille Palsgaard.

## Carriera
Le Me, She & Her sono salite alla ribalta nel 1995 con il loro singolo di debutto I Count the Minutes, scritto da Diane Warren e riregistrato quattro anni dopo da Ricky Martin. Il loro album di debutto, Best Times, è uscito lo stesso anno e ha fruttato alle ragazze un Danish Music Award per il miglior artista esordiente. Nel 1996 hanno svolto una tournée nazionale per promuovere il loro disco. La Sony Music ha proposto loro un contratto, che il gruppo ha trovato insoddisfacente e lontano dalla loro visione artistica, tanto da portare allo scioglimento nel 1997.

## Discografia

### Album in studio
- 1995 – Best Times

### Singoli
- 1995 – I Count the Minutes
- 1995 – So Into You
- 1995 – Goin' Through the Motions
- 1996 – Going Thru My Heart
- 1997 – My Heart Belongs to Daddy (con Ib Glindemann and His Orchestra)